# Aspic

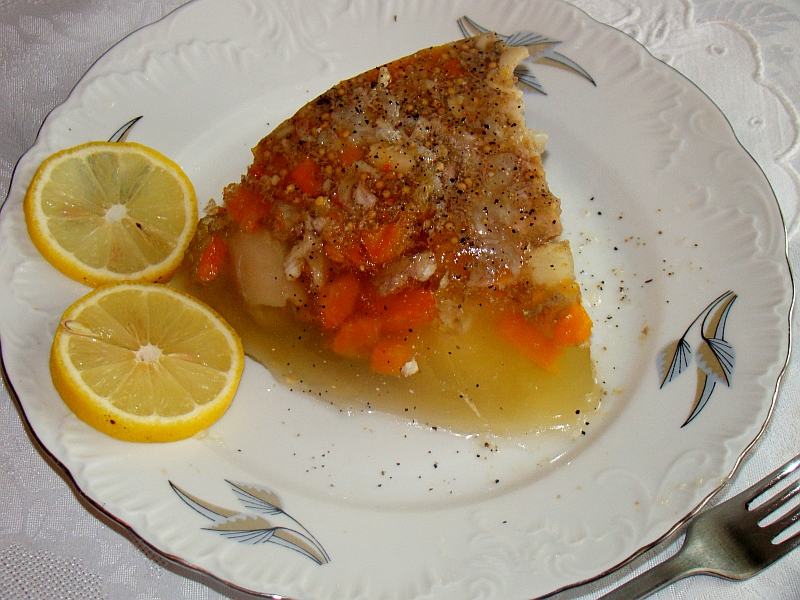
Aspic de peus de porc

L'aspic és un plat fred que pot consistir en diversos ingredients (carn, aviram, peix, ous, verdures o fruites) embolcallats en una gelea feta amb de brou de carn o de consomé. Una gelea de carn que inclogui també crema s'anomena calent-fred.
El brou pot aclarir-se amb clara d'ou i assaonar-se abans d'utilitzar-se. Una vegada cuit, es fixa a causa de la gelatina natural continguda a la carn.
Gairebé tots els tipus d'aliments poden posar-se en aspics, com ara trossos de carn, fruites o verdures.
Els aspics s'acostumen a servir com a plats freds per evitar que la gelea es fongui abans de ser consumida.
Es pot aromatitzar la gelea, per exemple amb vi de Madeira.

## Història
Històricament s'han començat a preparar els aspics de carn abans dels de fruites o verdures. A l'edat mitjana els cuiners ja havien descobert que un brou de carn espès podia transformar-se en gelea. La primera recepta coneguda va ser exposada al llibre el Viandier, de Taillevent (probablement redactat a la fi del segle XIV).
Al segle xviii Marie-Antoine Carême inventa, a més d'altres receptes de gelea, el calent-fred. El seu nom fa referència al seu mode de preparació: cuinat calent, servit fred.
L'aspic s'havia utilitzat com a salsa «calent fred», amb preparacions a base de peix fred o d'aviram. Hi afegia del suavitat i gust. A més, conservava la frescor de la carn cuita i l'isolava de l'aire i dels bacteris.
Va arribar als EUA al començament del segle xx. Els plats a base de gelatina, com l'aspic o la gelea de tomàquet van ser extremadament populars als anys 1950. Els cuiners mostraven llurs competències estètiques inventant tota mena de plats a base d'aspics.

## Usos

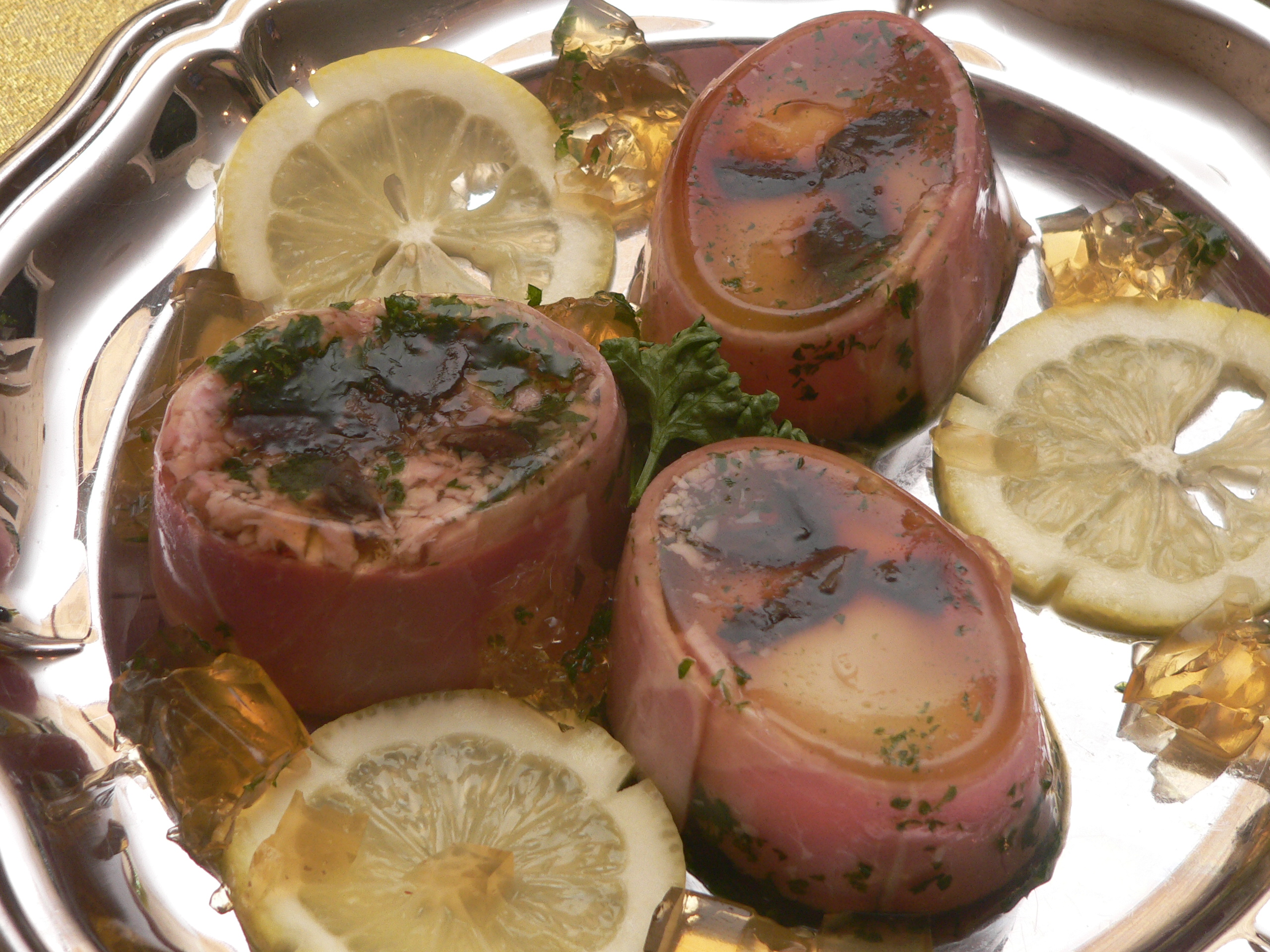
Ous en gelea.

L'aspic pot tenir color, amb matisos ambres o blancs. S'utilitza per a protegir l'aliment o simplement com a decoració.
Existeixen tres tipus de textures d'aspic: delicada, per a llesques i no comestible. La delicada és menys ferma. La de llesques s'utilitza a les terrines o en aspics de musclos. La no comestible s'utilitza sobretot per a la decoració. Se serveix en els aliments de competicions de cuina, per tal de fer-los brillar i que semblin més atractius.

## Variants
A certs països d'Europa, l'aspic de porc és un pla molt popular a les festes de Nadal i Pasqua.
A Àsia, sobretot en el poble newars, l'aspic de búfal és un plat major de les festes d'hivern. Es fa a partir de peix assecat, búfal, condiments i espècies.

### Diferents noms
- Alemanya: Sülze
- Belarús: kvashanina
- Bulgària: patcha
- Croàcia: hladetina
- Dinamarca: sylte
- Estònia: sült
- Finlàndia: aladobi
- Hongria: kocsonya
- Islàndia: sulta
- Letònia: galerts o aukstā gaļa
- Lituània: šaltiena
- Macedònia: pivtija ou pača
- Noruega: sylte (bokmål & nynorsk)
- Polònia: galareta
- Romania: piftie o răcituri
- Rússia: зельц (zelts), холоде́ц (kholodets) o сту́день (studen)
- Sèrbia: pihtije
- Suècia: aladåb o sylta
- Ucraïna: kholodets, dragli, studenets